# Каптьолкін Михайло Іванович
Миха́йло Іва́нович Каптьо́лкін (1905, Смоленськ, Російська імперія — липень 1968, Москва, РСФСР) — радянський залізничник, начальник Південно-Західної, Західної та Вінницької залізниць.

## Біографія
Народився в родині залізничника. Трудову діяльність розпочав у 1922 році на залізниці.
Член ВКП(б) з 1926 року.
У грудні 1937—1940 роках — начальник Південно-Західної залізниці.
У 1940—1941 роках — начальник Вінницької залізниці.
Під час німецько-радянської війни — начальник Західної залізниці.
У 1944—1947 роках — начальник Вінницької залізниці.
З 1947 року — заступник начальника управління шляху Донецького округу залізниць.
Потім — головний ревізор Головного управління руху Міністерства шляхів сполучення СРСР.
Персональний пенсіонер. Помер у липні 1968 року.

## Звання
- генерал-директор руху ІІІ рангу

## Нагороди
- два ордени Леніна (29.07.1945)
- орден Червоного Прапора (30.08.1944)
- два ордени Трудового Червоного Прапора (23.11.1939)
- орден Червоної Зірки (21.07.1942)
- медаль «За перемогу над Німеччиною у Великій Вітчизняній війні 1941—1945 рр.» (1945)
- медалі
- Почесний залізничник